# Hugo Cirilo Mémoli
Hugo Cirilo Mémoi, apodado como Gringo Memoli, era un jugador de fútbol nacido en la provincia de Mendoza.

## Biografía
Hizo las inferiores en Independiente Rivadavia, club en que debutó en 1968, un año más tarde pasó a jugar en el Deportivo Guaymallen y en 1971 volvió al Azul, esta vez para meterse en la historia grande del club.
Vivió las mejores épocas de Independiente, fue figura de los Torneos Nacionales y con mucho sacrificio logró ser capitán y símbolo de la institución del Parque. El Gringo fue un duro y aguerrido lateral derecho que suplantaba su poca habilidad con amor a la camiseta.
Cabe recordar que Memoli también jugó un tiempo en Gimnasia y Esgrima de Mendoza (eterno rival de Independiente Rivadavia) pero esto pasa desapercibido entre los hinchas Azules por que es sabido que el club del Gringo es La Lepra. También aporto su temperamento en Platense y en River Plate
El Gringo falleció con 55 años el 16 de abril de 2006 debido a un edema pulmonar. Tanto es lo que significa Memoli en el fútbol provincial que Víctor Legrottaglie (mejor jugador del fútbol mendocino e ídolo de Gimnasia) el día de su viaje a la eternidad dijo: 
"Todo lo que se refiera al 'Gringo' hay que escribirlo con mayúsculas. Fue un tipo fenomenal, bárbaro, correcto. Me afecta mucho porque siempre estaba al lado de todos los que lo necesitaran, sonriente y gentil, incluso en las últimas épocas, donde sobrellevaba con entereza su enfermedad. Los huevos que ponía en la cancha también los ponía afuera".
Un tipo querido por todas las hinchadas, por todos sus compañeros y un emblema no solo de La Lepra sino del fútbol mendocino en general.
A los Leprosos se nos fue la garra y el corazón, pero quedó la mística.

## El día del arquero
Un 9 de julio de 1975 en cancha de Andes Talleres, Independiente Rivadavia ganaba el partido 2:1 y sobre el final cobran un penal a favor de los Tallarines y le expulsan el arquero al Azul. Fue mucha la incertidumbre hasta que el Gringo se puso el buzo de arquero, se mandó al arco y atajó el penal para que fuese victoria de Independiente.
Este episodio desató una locura general por parte de la parcialidad Leprosa, Memoli tiró la pelota a la calle Minuzzi y dio media vuelta a la cancha.